# Bisdom Criciúma
Het bisdom Criciúma (Latijn: Dioecesis Criciumensis) is een rooms-katholiek bisdom met als zetel Criciúma, in Brazilië. Het bisdom is suffragaan aan het aartsbisdom Florianópolis.

## Geschiedenis
Het bisdom werd opgericht op 27 mei 1998, uit delen van het bisdom Tubarão.

## Parochies
Het bisdom had in 2021 een oppervlakte van 9.094 km2 en telde 647.000 inwoners waarvan 79,9% rooms-katholiek was.

## Bisschoppen
- Paulo Antônio de Conto (27 mei 1998 - 2 juli 2008)
- Jacinto Inácio Flach (16 september 2009 - heden)

Florianópolis (aartsbisdom) · Blumenau · Caçador · Chapecó · Criciúma · Joaçaba · Joinville · Lages · Rio do Sul · Tubarão